# Losing My Religion
Singles de R.E.M.
Get Up
(1989) Shiny Happy People
(1991)
Pistes de Out of Time
Radio Song Low
Losing My Religion est une chanson du groupe de rock alternatif américain R.E.M., extrait de l'album Out of Time, sortie en 1991. Fondée sur un riff de mandoline, Losing My Religion est le plus gros succès du groupe, obtenant de nombreuses diffusions radiophoniques et télévisées sur MTV, grâce à un clip vidéo salué par la critique. Ce titre est le single de R.E.M. le mieux classé aux États-Unis et en France. Il atteint ainsi la 4e place du Billboard Hot 100, ce qui augmente la popularité du groupe au-delà des simples fans. Cette chanson a été nommée à plusieurs reprises aux Grammy Awards, et a gagné ceux de Best Pop Performance by a Duo or Group with Vocal et Best Short Form Music Video.

## Enregistrement
Peter Buck, le guitariste de R.E.M. a composé le riff principal et le refrain de la chanson sur une mandoline alors qu'il regardait la télévision. Buck venait juste d'acheter l'instrument et tentait d'apprendre à en jouer, enregistrant la musique alors qu'il s'entraînait. Buck dit à ce propos : « Lorsque j'ai réécouté le lendemain, le début n'était vraiment que moi, apprenant à jouer de la mandoline, puis il y eut ce qui allait devenir 'Losing My Religion', et puis encore moi, apprenant à jouer de la mandoline ».
L'enregistrement de la chanson a débuté en septembre 1990 dans les studios de Bearsville à Woodstock dans l'État de New York. La chanson a ensuite été arrangée en studio avec une mandoline, une basse électrique et de la batterie. Mike Mills, le bassiste, s'est inspiré du travail de John McVie, bassiste du groupe Fleetwood Mac ; il reconnaît lui-même ne pas avoir pu créer une ligne de basse originale pour la chanson. D'après Peter Buck, l'arrangement de la chanson sonnait « creux » car il ne comprenait pas de fréquences medium, juste des graves et des aigus en raison de l'habitude de Mike de n'exploiter que le registre le plus grave de sa basse. Le groupe a décidé de faire appel au guitariste Peter Holsapple pour jouer de la guitare acoustique sur l'enregistrement. La voix du chanteur Michael Stipe a été enregistrée en une prise. Les membres de l'orchestre symphonique d'Atlanta ont ensuite ajouté les cordes à la chanson aux studios Soundscape à Atlanta dans l'État de Géorgie en octobre 1990.

## Composition et paroles
Peter  Buck a dit : « Les couplets sont le genre de chose que R.E.M. utilise beaucoup, allant d'un accord mineur à l'autre, un peu comme les accords de 'Driver 8'. On ne peut pas vraiment dire du mal des accords Mi mineur, La mineur, Ré et Sol - je veux dire, ce sont juste de bons accords. » Buck a fait remarquer que Losing My Religion était « probablement la chanson la plus typique de R.E.M. Nous essayons de nous éloigner de ce genre de chansons, mais comme je l'ai dit auparavant, ce sont de bons accords. »
Michael Stipe chante « That's me in the corner/That's me in the spotlight/Losing my religion ». La phrase « Losing My Religion » est une expression des régions du Sud des États-Unis qui signifie perdre son tempérament, perdre son calme. Lors d'une interview au New York Times Stipe a dit que la chanson parlait de l'expression romantique. Il a dit également, lors d'une interview à Q, que Losing My Religion relatait l'histoire de « quelqu'un qui désire quelqu'un d'autre. C'est un amour non réciproque. » Il compare le thème de la chanson à celui de Every Breath You Take du groupe The Police, car selon lui « C'est juste une chanson pop avec une obsession classique. Je me suis toujours dit que les meilleures chansons sont celles que tout le monde peut écouter, se projeter dedans et dire, « Oui, c'est moi. » »

## Sortie
Losing My Religion est sortie le 19 février 1991 aux États-Unis en tant que premier single de l'album Out of Time. Le label du groupe, Warner Bros. à l'époque, était réticent quant au choix du groupe concernant le premier single. Steven Baker, vice-président en gestion de produit dit qu'il y eut de « longues, très longues discussions » sur la sortie d'une « piste non conventionnelle » en tant que single, jusqu'à ce que le label finisse par accepter. Bien que R.E.M. ait refusé de faire une tournée promotionnelle pour l'album Out of Time, le groupe a participé à de nombreuses émissions de radio, a donné de nombreuses interviews à la presse et est apparu plusieurs fois sur MTV pour la promotion du disque. Pendant ce temps, Warner Bros. a fait connaître le single sur Campus radio et les stations de radio de rock alternatif avant de le proposer au top 40 des stations de radio américaines, où le single est devenu un succès. « La chanson dépasse la barrière d'une simple chanson alternative », admet Jay Taylor, l'un des directeurs de programmes de l'une des radios du top 40. Celui-ci dit également que Losing My Religion était « une chanson difficile à programmer : on ne peut pas jouer LL Cool J derrière ça. Mais c'est vraiment une chanson pop - on peut danser dessus. »
Losing my Religion est devenu le titre le plus connu du groupe R.E.M. aux États-Unis, atteignant la 4e position au Billboard Hot 100. Le single est resté dans les charts pendant 21 semaines. Il a atteint la 19e place aux UK Singles Chart, et les positions 16 au Canada et 11 en Australie. Mills a dit des années plus tard, que sans Losing My Religion, Out of Time se serait vendu à 2 ou 3 millions d'exemplaires, au lieu des 10 millions de copies qui se sont effectivement vendues. Le succès de Losing My Religion a élargi le public de R.E.M. au-delà des simples fans. Quand Jeff Giles, du magazine Rolling Stone demanda en 1991 à Peter Buck s'il était inquiet que le succès de la chanson puisse gêner leurs anciens fans, ce dernier rétorqua que ceux qui avait changé d'avis simplement à cause de Losing My Religion lui importaient peu.
La chanson a reçu plusieurs bonnes critiques. Le single s'est placé second dans le Pazz & Jop critics' poll de Village Voice, derrière Smells Like Teen Spirit de Nirvana. R.E.M. a été nommé pour sept awards aux Grammy Awards de 1992. La chanson seule a obtenu plusieurs nominations : Record of the Year et Song of the Year et a remporté deux distinctions : Best Pop Performance by a Duo or Group with Vocal et Best Short Form Music Video. En 2004, Rolling Stone a placé Losing My Religion en 170e position sur une liste des 500 plus grandes chansons de tous les temps. En 2009, Blender l'a classé 79e sur une liste intitulée Les 500 plus grandes chansons depuis que vous êtes né.
En 2017, elle a reçu le Grammy Hall of Fame Award.

## Clip vidéo
Le clip vidéo de Losing My Religion a été réalisé par Tarsem Singh. Contrairement aux vidéos précédentes de R.E.M., Michael Stipe a accepté de faire un playback sur les paroles. Le clip est à l'origine une combinaison d'idées de Stipe et Singh. Stipe voulait que le clip ne soit qu'une simple vidéo de leur performance, comme Nothing Compares 2 U de Sinéad O'Connor. Singh voulait créer une vidéo dans le style d'un réalisateur indien, où tout serait « mélodramatique et ironiquement onirique », selon Stipe.
La vidéo commence avec une brève séquence se déroulant dans une pièce sombre où des gouttes d'eau tombent par une fenêtre ouverte. Buck, Berry et Mills courent à travers la pièce alors que Stipe reste assis. Un pichet de lait tombe du rebord de la fenêtre et se brise, c'est alors que la chanson commence. Singh a puisé son inspiration dans le travail du peintre italien Caravaggio et celui du réalisateur russe Andreï Tarkovski. Le clip représente plusieurs icônes religieuses, Saint Sébastien et des divinités hindoues, dans une série de tableaux vivants.
Le clip vidéo a été nommé dans neuf catégories aux MTV Video Music Awards de 1991 et en a gagné six : Video of the Year, Best Group Video, Breakthrough Video, Best Art Direction, Best Direction, et Best Editing Le clip s'est également placé en première position dans la catégorie clip vidéo du sondage Pazz & Jop de 1991. L'acteur Wade Dominguez y fait une brève apparition.

## Au cinéma et à la télévision
La chanson fut diffusée à deux reprises dans la série Beverly Hills 90210. La première fois dans Affaires de cœur (épisode 1, saison 2, 1991), lors de la séquence de la rupture entre Brenda et Dylan. La deuxième, dans Autorité parentale (épisode 20, saison 3, 1993), lorsque Brenda l'écoute en boucle au moment de sa seconde rupture avec Dylan.
Elle fut également diffusée dans l'épisode 3 de la saison 2 de Glee quand Finn Hudson se rend compte qu'un Jésus grillé dans un croque-monsieur n'a rien de religieux.
La chanson est également entendue dans le film Ma meilleure amie dans la scène où Milly (Toni Collette) et Jess (Drew Barrymore) sont dans un taxi pour se rendre dans le Yorkshire de l'Ouest.
Dans le film Aftersun, «Losing My Religion» est chanté par Sophie (Frankie Corio) lors d'un Karaoké.

## Liste des pistes
Toutes les chansons sont écrites par Bill Berry, Peter Buck, Mike Mills et Michael Stipe.

### 33 tours
1. Losing My Religion – 4:29
2. Rotary Eleven – 2:32

### 45 tours et CD
1. Losing My Religion – 4:29
2. Rotary Eleven – 2:32
3. After Hours (Lou Reed) (live)1 – 2:08

### UK "Collector's Edition" CD 1
1. Losing My Religion – 4:29
2. Stand (live)1 – 3:21
3. Turn You Inside-Out (live)1 – 4:23
4. World Leader Pretend (live)1 – 4:24

### UK "Collector's Edition" CD 2
1. Losing My Religion – 4:29
2. Fretless – 4:51
3. Losing My Religion (Live Acoustic Version/Rockline) – 4:38
4. Rotary Eleven – 2:32

Notes
- 1. Extrait du concert live Tourfilm.

## Classements
| Classement (1991-1992)                 | Meilleure position |
| -------------------------------------- | ------------------ |
| Australie (ARIA)                       | 11                 |
| Autriche (Ö3 Austria Top 40)           | 6                  |
| Belgique (Flandre Ultratop 50 Singles) | 1                  |
| Canada (Top Singles)                   | 6                  |
| Canada (Adult Contemporary Tracks)     | 17                 |
| Danemark (IFPI)                        | 9                  |
| États-Unis (Hot 100)                   | 4                  |
| États-Unis (Adult Contemporary)        | 28                 |
| États-Unis (Alternative Songs)         | 1                  |
| États-Unis (Mainstream Rock)           | 1                  |
| États-Unis (Cash Box Top 100)          | 6                  |
| Europe (European Hot 100 Singles)      | 14                 |
| France (SNEP)                          | 3                  |
| Italie (Musica e dischi)               | 8                  |
| Irlande (IRMA)                         | 5                  |
| Norvège (VG-lista)                     | 4                  |
| Nouvelle-Zélande (RMNZ)                | 11                 |
| Pays-Bas (Nederlandse Top 40)          | 1                  |
| Pays-Bas (Single Top 100)              | 1                  |
| Suède (Sverigetopplistan)              | 3                  |
| Suisse (Schweizer Hitparade)           | 11                 |

## Certifications
| Pays                    | Certification | Unités certifiées |
| ----------------------- | ------------- | ----------------- |
| Danemark (IFPI Danmark) | Platine       | 90 000            |
| Espagne (Promusicae)    | 3 × Platine   | 180 000           |
| États-Unis (RIAA)       | Platine       | 1 000 000         |
| Italie (FIMI)           | 2 × Platine   | 100 000           |
| Royaume-Uni (BPI)       | 2 × Platine   | 1 200 000         |